# Alpine A350
O Alpine A350, comumente referido simplesmente como A350, foi um modelo de carro de corrida monoposto de Fórmula 1, projetado por Richard Bouleau para a fabricante de automóveis esportivos Alpine. Entretanto, o projeto do A350 foi encerrado antes de realizar sua estreia na categoria máxima do automobilismo mundial.

## História
O A350 fez parte da primeira tentativa de envolvimento da Alpine na Fórmula 1 em 1968. O carro foi projetado por Richard Bouleau e também por alguns engenheiros da Michelin para usar uma suspensão que pretendia ser revolucionária e era movido por um motor Gordini V8. No entanto, após o teste inicial com Mauro Bianchi em Zandvoort e o piloto ter declarado que o manuseio do carro era simplesmente "extraordinário", o projeto foi encerrado quando foi constatado que o motor produzia cerca de 100 cavalos a menos que os motores Cosworth V8. Após o projeto ser abandonado  antes de realizar sua estreia na categoria máxima do automobilismo mundial que estava programado para Grande Prêmio da França, o A350 foi destruído.